# 키네틱 플로우
키네틱 플로우(Kinetic Flow)는 U.L.T와 비도승우로 이루어진 대한민국의 힙합 듀오이다. 붓다 베이비 크루에 속해 있었으나, 현재는 탈퇴한 상태이다. 2009년 6월, 비도승우의 손가락 골절 사고로 인해 활동을 중단한데에 이어 U.L.T의 군입대 문제와 멤버 사이의 생각 차이로 결국 해체되었다. 그러나 현재는 비도승우가 홀로 팀을 이끌며, 키네틱 플로우라는 팀 명칭을 그대로 사용하여 활동하고 있다.

## 멤버

### 비도승우 (飛刀승우)
- 본명 : 신승우
- 생년월일 : 1980년 3월 8일

### U.L.T(UnLimiTed)
- 본명 : 황종현
- 생년월일 : 1984년 5월 24일

## 앨범
- 1집 Challenge 4 da Change (2006.2.28)
- Single Delicious Days (2009.1.6)
- Single G-days (2009.9.25)
- Single One day (2010.5.27)
- Single ROSA (2012.6.20)
- 대표곡 : 〈몽환의 숲〉, 〈헤어지던 밤〉, 〈현실에 2% 부족한 연인들에게〉, 〈One Way Ticket〉,〈One Day〉,〈ROSA〉

## 디스 사건
2008년 버벌진트가 이끄는 오버클래스 크루의 Kjun이 붓다 베이비를 'Buddha Bar'라는 곡으로 디스했다. 그러자 붓다베이비의 새 프로듀서 KEIKEI가 'Fuckers Class'로, 5월 1일에는 키네틱 플로우가 'Who Wanna Fuck With Us'라는 곡으로 받아쳤다. 이에 Kjun은 키네틱 플로우의 디스곡에 대한 생각과 함께 'Kamikaze Flow'라는 곡을 발표하겠다고 글을 올렸다. 하지만 이 곡은 지금까지도 나오지 않고 있다. 결국 키네틱 플로우와 Kjun간의 디스는 잠정적으로 끝난 것으로 보인다.